# Henricus Hondius
Henricus Hondius II., auch Hendrik Hondius der Jüngere (* 1597 in Amsterdam; † 16. August 1651 ebenda), war ein niederländischer Kupferstecher, Kartograf und Verleger.

## Leben
Hondius war der Sohn des berühmten Kartographen Jodocus Hondius, der in Amsterdam ein kartographisches Unternehmen gegründet hatte. Nachdem Hendrik zunächst im elterlichen Betrieb mitgearbeitet hatte, gründete er 1621 in seiner Heimatstadt einen eigenen Verlag. 1633 ging Henricus eine Partnerschaft mit dem Kartographen und seinem Schwager Johannes Janssonius ein, und gemeinsam führten sie das Geschäft weiter. 1641 gab er eine neue Auflage des Mercator-Hondius-Atlas mit veränderten Hondius-Karten heraus.

## Werke
- Gerhard Mercator: Vom Zürichgow. Henricus Hondius, Amsterdam 1633 (Digitalisat).

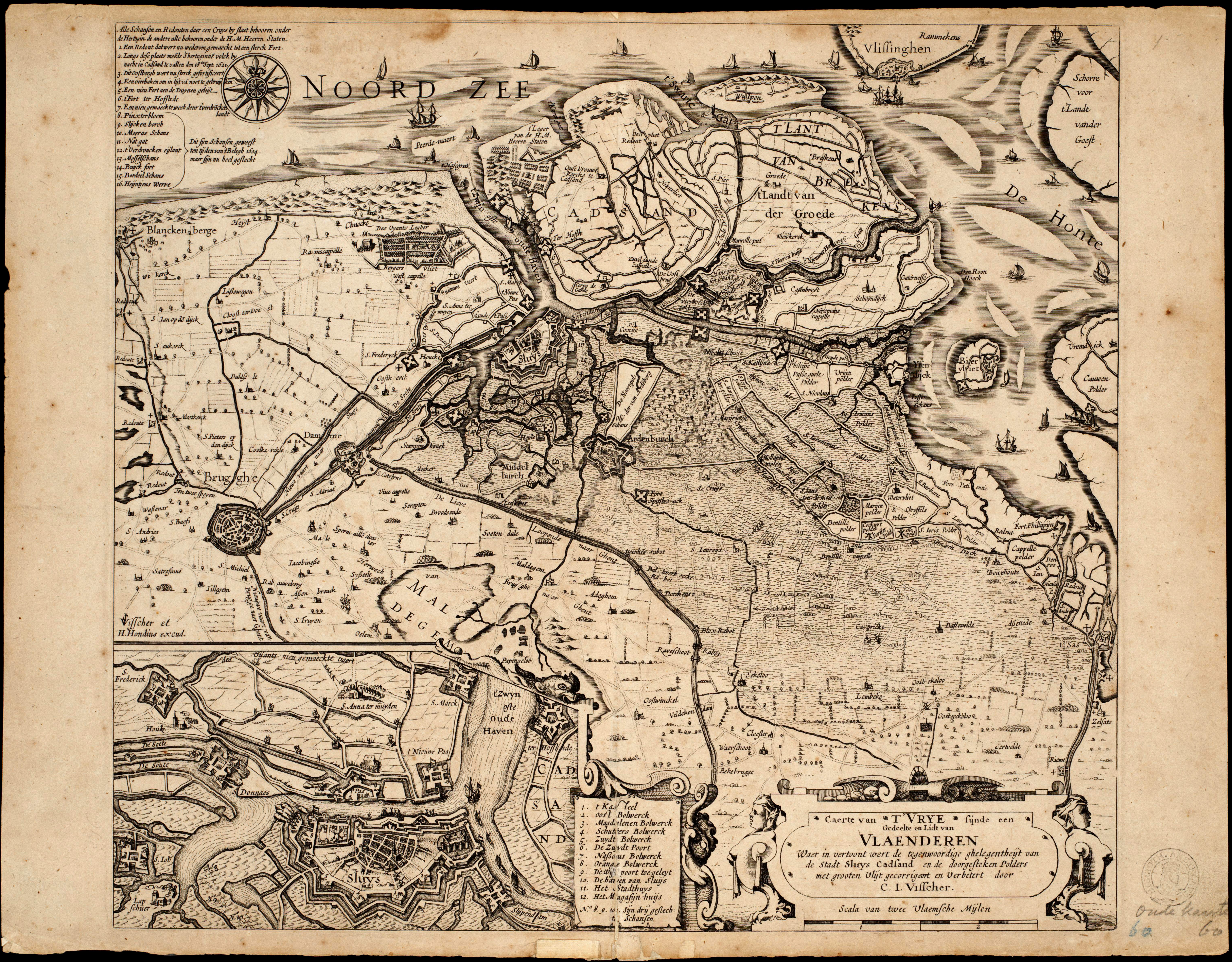
1622 Oostelijk Zeeuws Vlaanderen
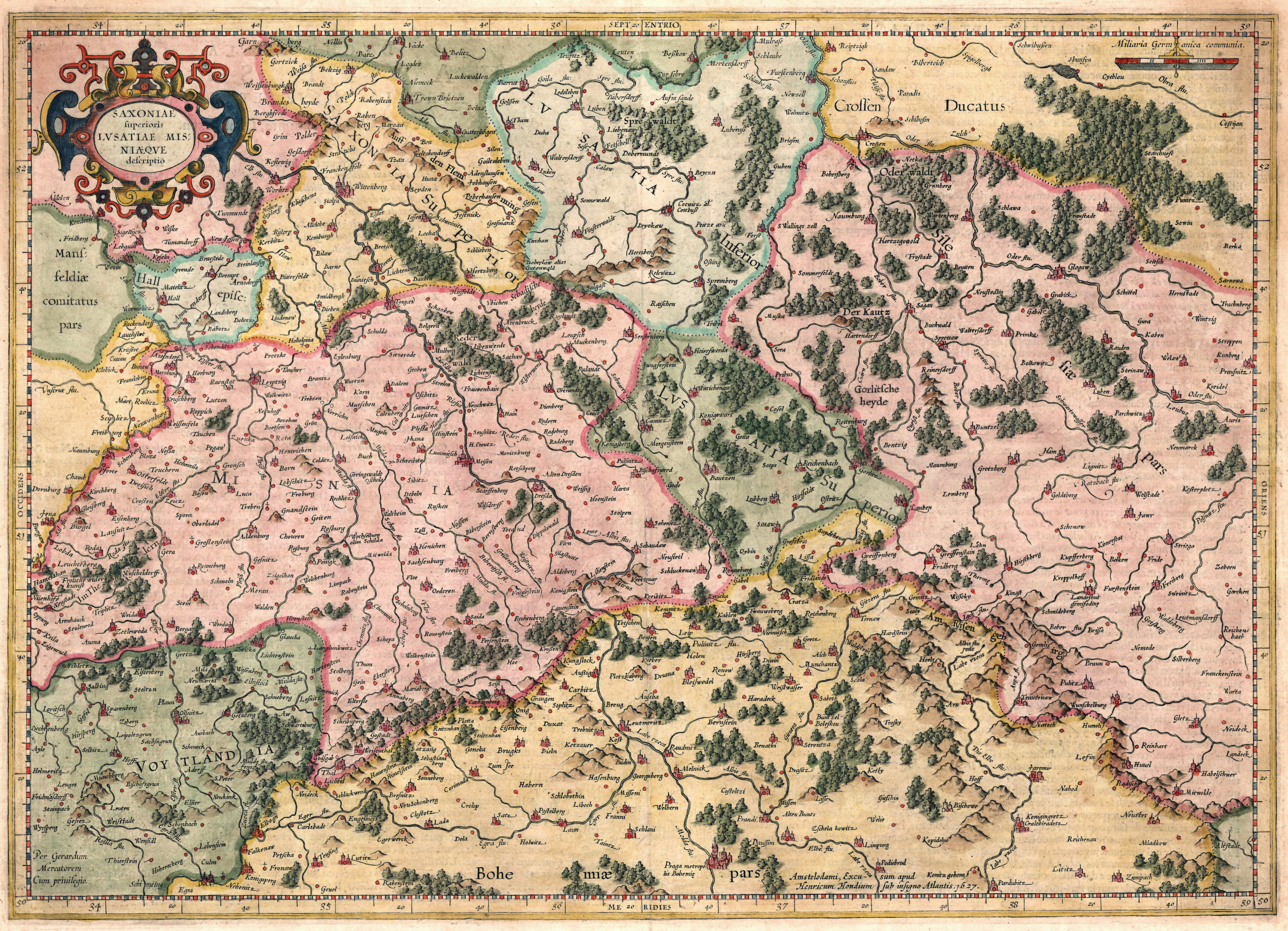
Saxoniae superioris Lusatiae Misniaeque descriptio, Karte aus dem Mercator-Hondius-Atlas von 1627
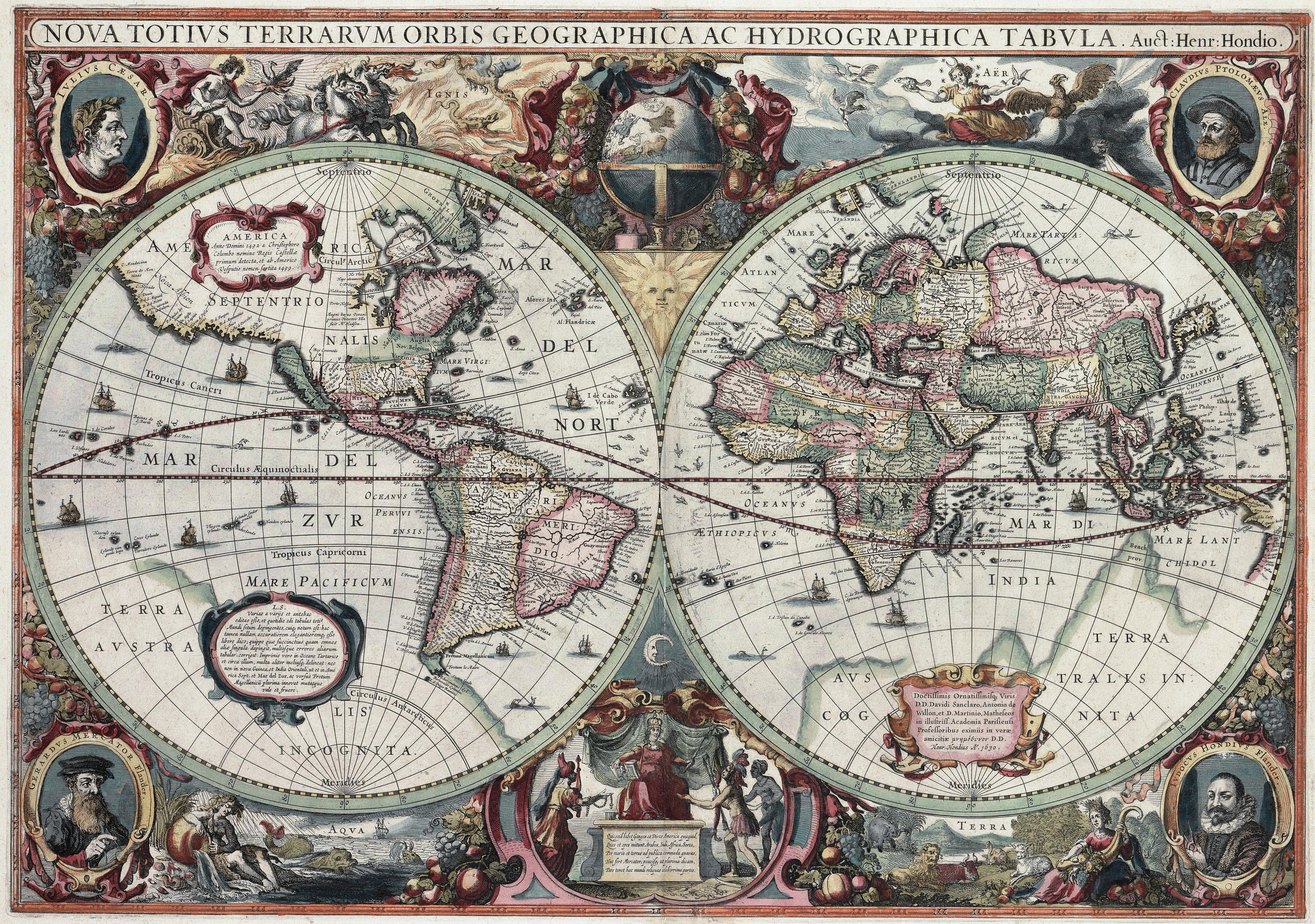
1630 Weltkarte, Nova Totius Terrarum Orbis Geographica ac Hydrographica Tabula
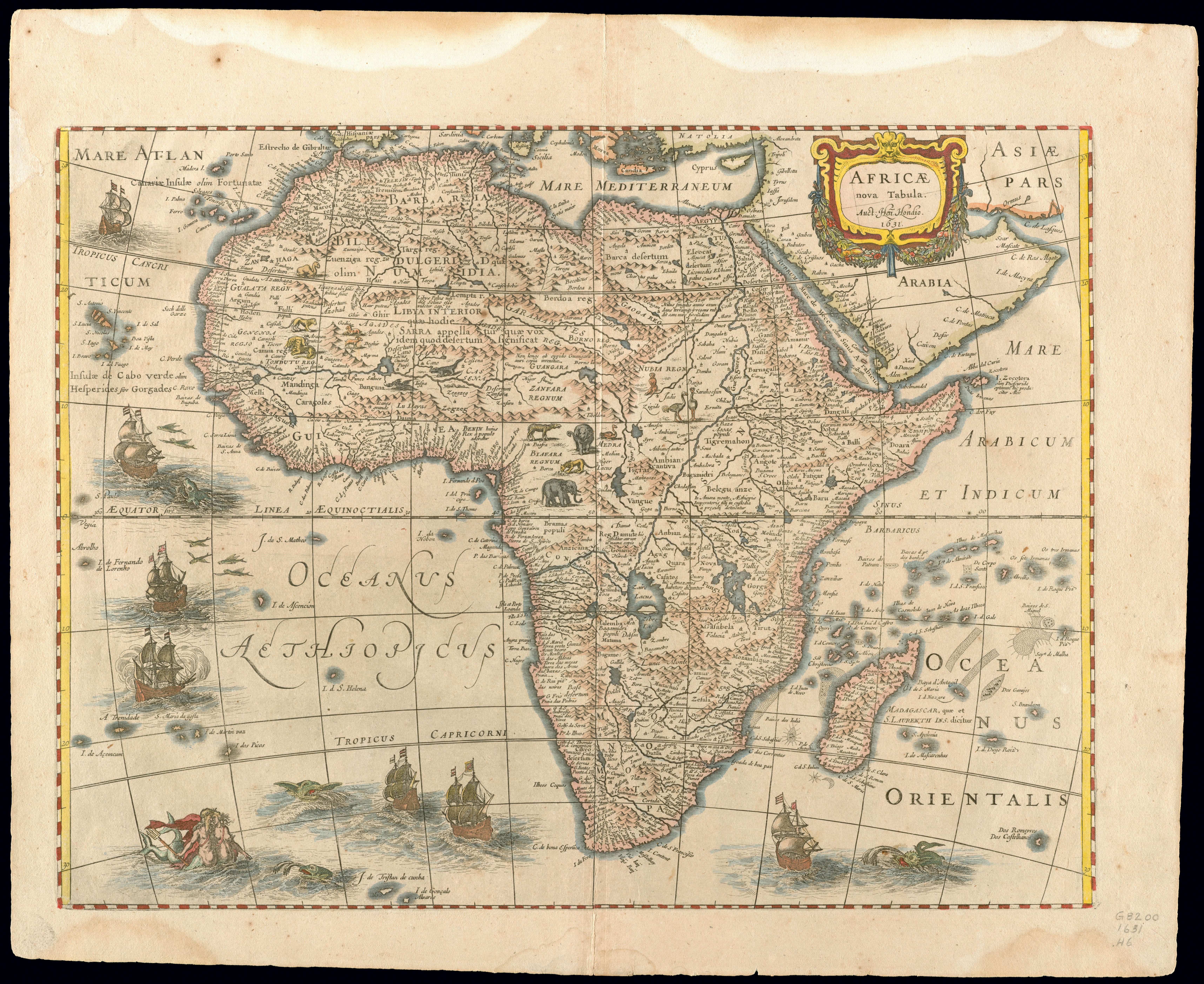
1631 Afrika
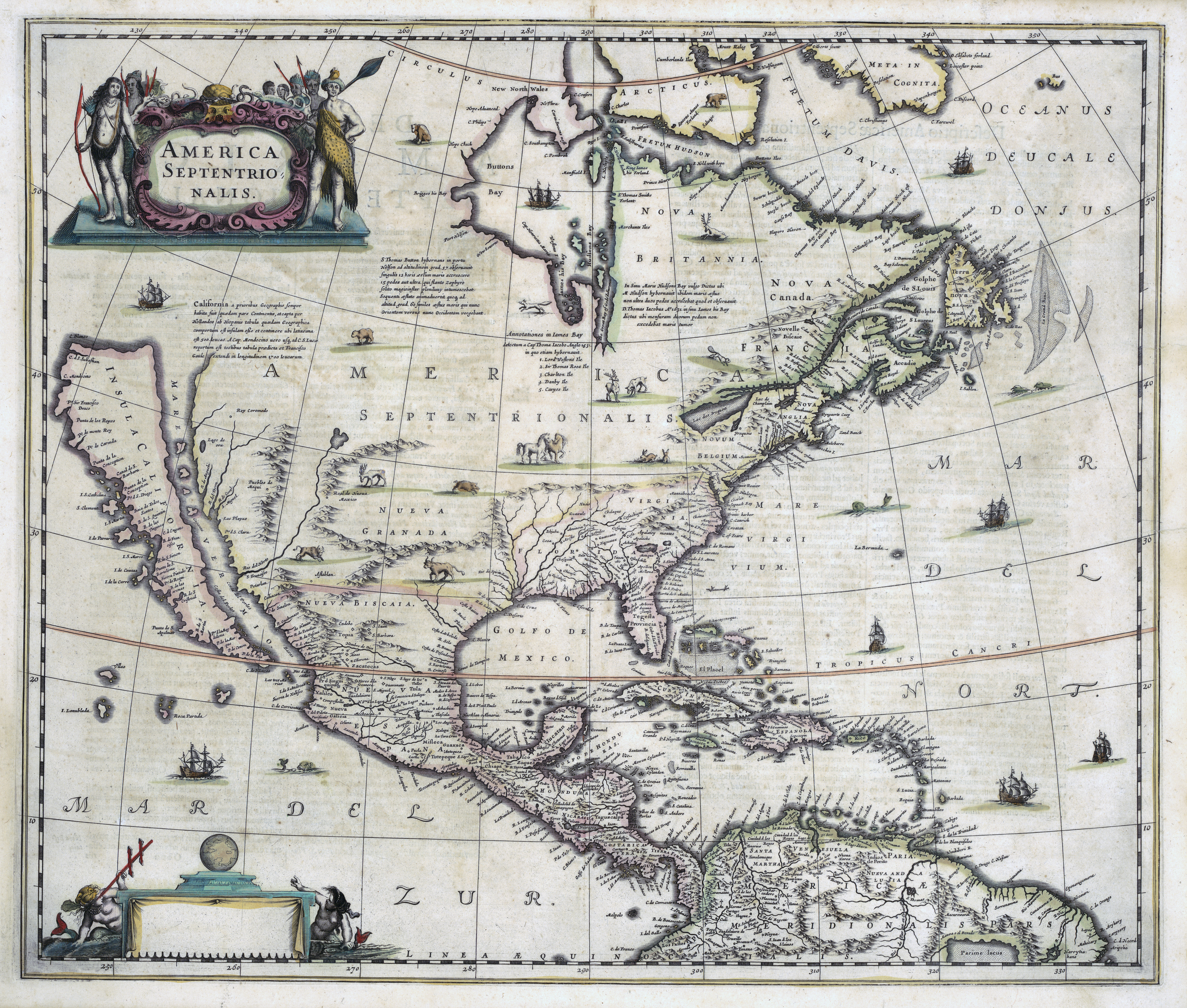
1636 Nordamerika
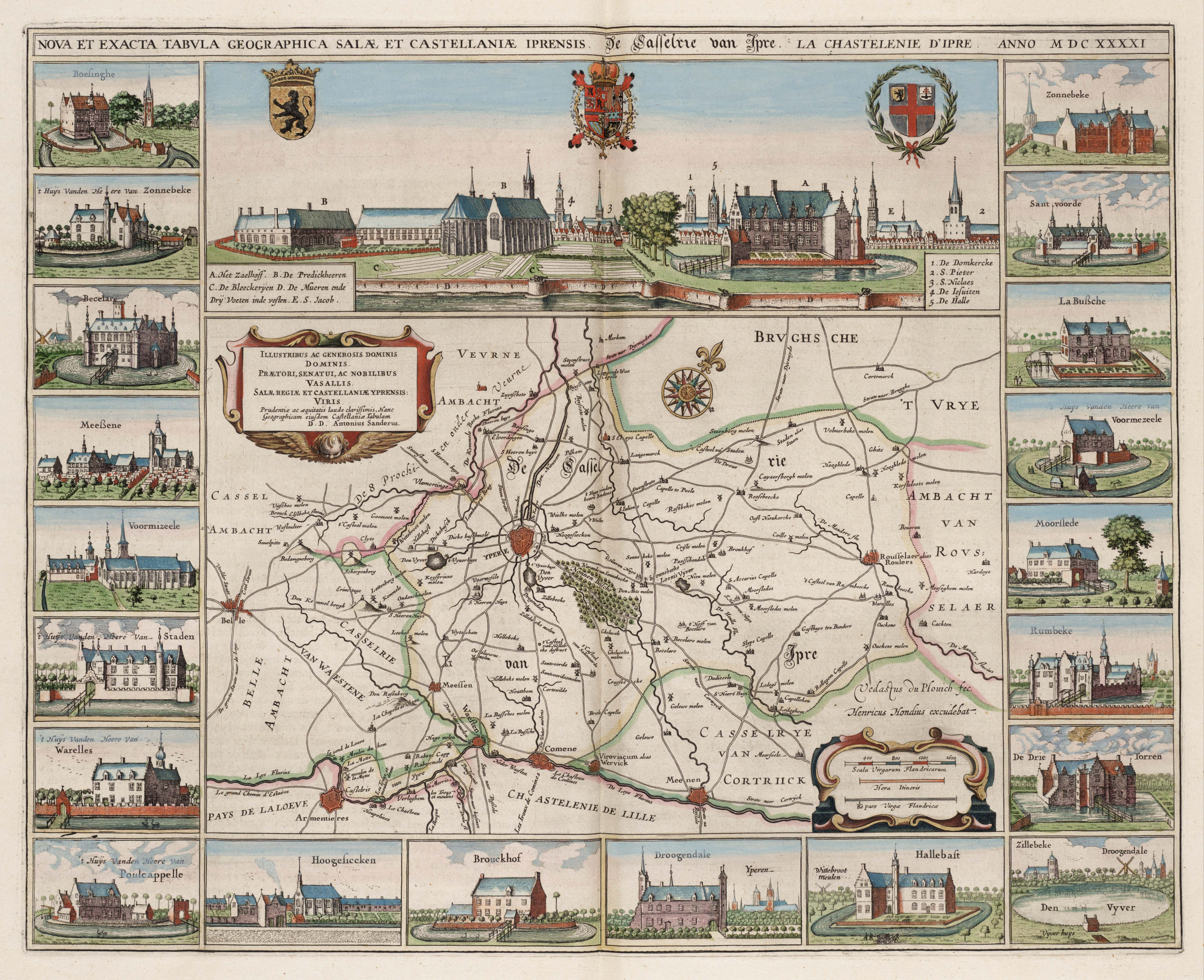
1641 Karte der Schlösser in der Umgebung von Ypern, Belgien
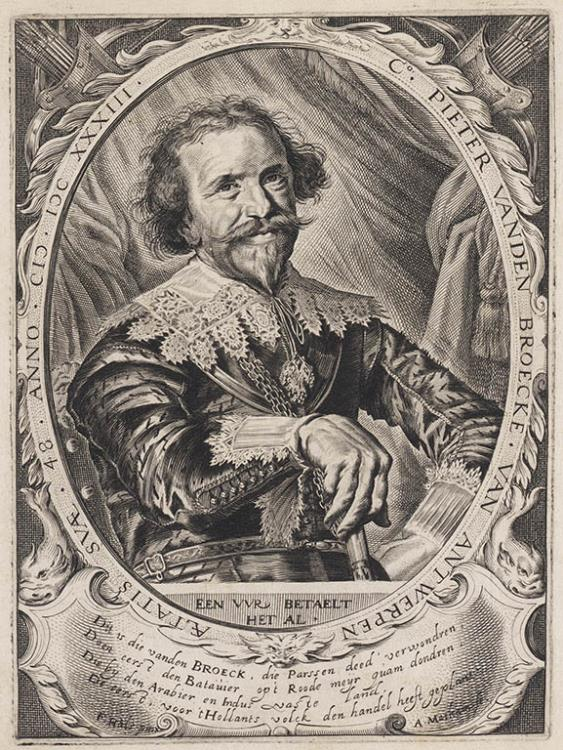
Pieter van den Broecke
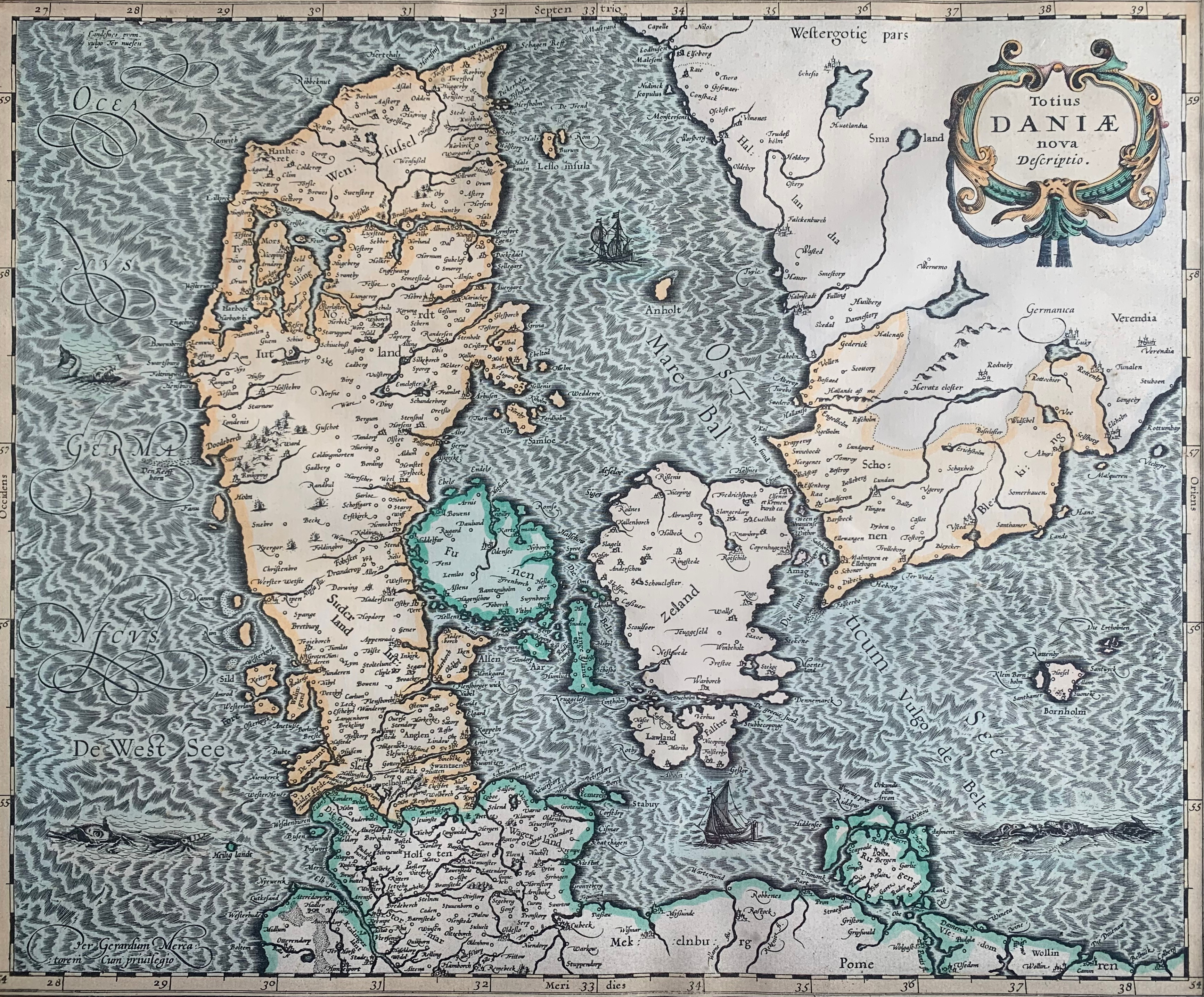
Dänemark 17. Jahrhundert